# Manhattan Beach (Califórnia)
Manhattan Beach é uma cidade localizada no estado americano da Califórnia, no Condado de Los Angeles. Foi incorporada em 12 de dezembro de 1912.

## Geografia
De acordo com o United States Census Bureau, a cidade tem uma área de 10,2 km², onde todos os 10,2 km² estão cobertos por terra.

### Localidades na vizinhança
O diagrama seguinte representa as localidades num raio de 8 km ao redor de Manhattan Beach.

## Demografia
Segundo o censo nacional de 2010, a sua população é de 35 135 habitantes e sua densidade populacional é de 3 443,07 hab/km². Possui 14 929 residências, que resulta em uma densidade de 1 462,97 residências/km².

## Naturais ou residentes célebres
- Ryan Whitney Newman, atriz juvenil, nasceu em Manhattan Beach.
- Maria Sharapova, tenista russa.